# Sphaerodactylus richardsonii
Sphaerodactylus richardsonii — вид геконоподібних ящірок родини Sphaerodactylidae. Ендемік Ямайки. Вид названий на честь шотландського натураліста Джона Річардсона.

## Підвиди
Виділяють два підвиди:
- Sphaerodactylus richardsonii gossei Grant, 1939 — район затоки Монтего-Бей;
- Sphaerodactylus richardsonii richardsonii Gray, 1845 — північне узбережжя Ямайки.

## Поширення і екологія
Sphaerodactylus richardsonii мешкають на північному узбережжі Ямайки. Вони живуть в сухих тропічних лісах і чагарникових заростях, у вологих тропічних лісах, що ростуть на вапнякових ґрунтах, та на кокосових плантаціях, серед опалого листя та під камінням. Зустрічаються на висоті до 80 м над рівнем моря. Відкладають яйця.

## Збереження
МСОП класифікує цей вид як такий, що перебуває під загрозою зникнення. Sphaerodactylus richardsonii загрожує знищення природного середовища. 